# La vergüenza
La vergüenza és una pel·lícula espanyola dirigida per David Planell i estrenada en 2009. És el primer llargmetratge de David Planell i en el Festival de Cinema de Màlaga de 2009 es va alçar amb la Biznaga d'Or a la Millor Pel·lícula i la Biznaga de Plata al Millor Guió. Va ser nominada al Premi al millor director novell en la XXIV edició dels Premis Goya. La pel·lícula combina gèneres com el drama, l'humor negre, la tendresa i fins i tot el suspens.

## Argument
Fa uns mesos, Pepe i Lucía van acollir a Manu, un nen de vuit anys procedent del Perú. La parella sabia que es tractava d'un noi problemàtic, però confiava que els seus dots de comunicació, el seu afecte i les seues ganes de ser pares anaven a ser suficients per a acomodar-se a la nova situació. Avui tenen una reunió amb l'assistenta social per veure si inicien els tràmits de l'adopció legal, i Pepe i Lucía han pres una decisió difícil: retornar Manu abans que acabe amb la seua relació.

## Protagonistes
La parella protagonista està formada per Alberto San Juan i Natalia Mateo. San Juan va tornar a un paper dramàtic després de guanyar el Premi Goya per Bajo las estrellas, mentre que Natalia Mateo s'havia donat a conèixer davant el gran públic després de la seua intervenció a El patio de mi cárcel.